# Zbór Kościoła Zielonoświątkowego w Kamieniu Pomorskim
Zbór Kościoła Zielonoświątkowego w Kamieniu Pomorskim – ewangeliczna wspólnota chrześcijańska, należąca do Kościoła Zielonoświątkowego, mająca siedzibę w Kamieniu Pomorskim przy ul. Słonecznej 4a.

## Charakterystyka
Zbór w Kamieniu Pomorskim jest częścią Kościoła Zielonoświątkowego, należącego do rodziny wolnych kościołów protestanckich, wcześniej zbór ten należał do Kościoła Ewangelicznych Chrześcijan.

## Działalność
Nabożeństwa odbywają się w każdą niedzielę o godzinie 11.00 oraz w każdą środę o godzinie 18.00. Charakteryzują się one prostą formą i składają się z kazań opartych na Biblii oraz wspólnego śpiewu i modlitwy. W czasie niedzielnych nabożeństw odbywają się zajęcia Szkoły Niedzielnej dla dzieci. Zbór prowadzi również spotkania studium biblijnego oraz angażuje się w działalność społeczną. Współpracuje z innymi kościołami i organizacjami o charakterze ewangelicznym.
Pastorem Zboru jest Daniel Kowaliński. Działalnością Wspólnoty kieruje Rada Zboru (w której skład wchodzi m.in. pastor). Najwyższym organami Zboru jest Ogólne Zebranie Członków. Dokonuje ono między innymi wyboru pastora oraz członków Rady Zboru.